# Teutonia Landsweiler-Reden
Teutonia Landsweiler-Reden (vollständiger Name: Fußball-Club Teutonia 08 Landsweiler-Reden e. V.) war ein Sportverein aus Schiffweiler im Saarland. Die erste Fußballmannschaft spielte ein Jahr in der damals zweitklassigen Regionalliga Südwest.

## Geschichte
Der Verein wurde am 1. Mai 1908 als FC Borussia Landsweiler gegründet. Ein Jahr später erfolgte die Umbenennung in FC Teutonia 08 Landsweiler-Reden. Nach einer weiteren Umbenennung im Jahre 1919 nannte sich der Verein nun SV Landsweiler-Reden. Im Jahre 1945 wurde der Verein aufgelöst. Alle Sportvereine des Ortes schlossen sich als OSV Landsweiler-Reden zusammen. Am 17. Juni 1952 wurde der Vorkriegsname wieder angenommen.
Die größten Erfolge feierte der Verein in den 1960er Jahren. Im Jahre 1962 stieg die Teutonia in die 2. Amateurliga Saarland auf, ehe 1967 der Sprung in die Amateurliga Saarland gelang. Auf Anhieb wurde die Mannschaft 1968 Meister und schaffte den Aufstieg in die Regionalliga Südwest, in die damals zweithöchste Spielklasse im Fußball der Bundesrepublik Deutschland. Als Tabellenletzter folgte der direkte Wiederabstieg. Da das eigene Stadion nicht regionalligatauglich war, musste die Mannschaft seine Heimspiele in Sulzbach austragen.
Die Teutonia konnte sich noch einige Jahre in der Amateurliga halten, ehe sie 1976 in die Bezirksliga und ein Jahr später in die Kreisliga abstürzte. Nach dem sofortigen Wiederaufstieg gelang 1984 der Aufstieg in die Landesliga. Zwei Jahre später fusionierte die Teutonia mit der DJK Blau-Weiß Landsweiler-Reden zum FC 08 Landsweiler-Reden. Die erste und zweite Mannschaft des fusionierten Vereins bildet unter der Bezeichnung SG 08 Schiffweiler/Landsweiler-Reden ab der Saison 2015/16 eine Spielgemeinschaft mit der benachbarten FSG Schiffweiler. Die Juniorenteams spielen weiterhin unter der Bezeichnung FC 08 Landsweiler-Reden. Im Oktober 2020 erfolgte die Verschmelzung beider Vereine zum neuen Verein FSG 08 Schiffweiler-Landsweiler. Die erste Herrenmannschaft dieses Vereins spielt derzeit (Stand: Saison 2024/25) in der siebtklassigen Verbandsliga Nord/Ost des Saarländischen Fußballverbandes.